# Вальтер Флаксенберг
Вальтер Флаксенберг (нім. Walter Flachsenberg; 26 жовтня 1908 — 3 листопада 1994) — німецький офіцер-підводник, доктор філософії, корветтен-капітан крігсмаріне, адмірал флотилії бундесмаріне.

## Біографія
Син вчителів. В 1927 році закінчив середню школу, після чого вивчав психологію, педагогіку і соціологію. В 1928 році вступив на флот. З вересня 1939 по березень 1940 року служив в зенітній артилерії. В квітні 1940 року перейшов у підводний флот, в квітні-грудні пройшов курс підводника, в тому числі у вересні взяв участь у 15-денному поході на підводному човні U-100 в якості тренувального командира, під час якого були потоплені 7 кораблів загальною водотоннажністю понад 50 000 тонн. З 14 грудня 1940 по 3 липня 1942 року — командир U-71, на якому здійснив 6 походів (разом 191 день в морі), під час яких потопив 5 кораблів загальною водотоннажністю 38 894 тонни.
| Дата            | Назва корабля | Тип               | Тоннаж | Вантаж                            | Екіпаж | Загинули | Країна             |
| --------------- | ------------- | ----------------- | ------ | --------------------------------- | ------ | -------- | ------------------ |
| 17 березня 1942 | Ranja         | Тепловий танкер   | 6,355  | Нафта                             | 34     | 34       | Норвегія           |
| 20 березня 1942 | Oakmar        | Торговий пароплав | 5,766  | Марганцева руда, мішковина і гума | 36     | 6        | США                |
| 26 березня 1942 | Dixie Arrow   | Паровий танкер    | 8,046  | 86 136 барелів сирої нафти        | 33     | 11       | США                |
| 31 березня 1942 | San Gerardo   | Паровий танкер    | 12,915 | 17 000 тонн мазуту                | 57     | 51       | Британська імперія |
| 1 квітня 1942   | Eastmoor      | Торговий пароплав | 5,812  | 7500 тонн генеральних вантажів    | 52     | 16       | Британська імперія |

З липня 1942 по травень 1945 року служив на штабних посадах, в основному пов'язаних з випробуванням торпед. Після війни продовжив навчання в університеті, додавши до списку предметів романістику, англістику, сучасну історію, німецьку літературу, філософію та фізичне виховання, і здобув диплом вчителя гімнастики та спорту. Після заснування бундесмаріне повернувся на службу. З 1 червня 1962 року — командир морського артилерійського училища. З 1 квітня 1965 року — начальник Головного управління ВМС. З 1 березня 1966 і до виходу на пенсію — інспектор системи освіти і навчання ВМС в Морському управлінні.

## Звання
- Морський кадет (10 жовтня 1928)
- Фенріх-цур-зее (1 січня 1930)
- Оберфенріх-цур-зее (1 квітня 1932)
- Лейтенант-цур-зее (1 жовтня 1932)
- Оберлейтенант-цур-зее (1 вересня 1934)
- Капітан-лейтенант (1 червня 1937)
- Корветтен-капітан (1 липня 1942)

## Нагороди
- Медаль «За вислугу років у Вермахті» 4-го і 3 -го класу (12 років)
- Орден «За заслуги перед Федеративною Республікою Німеччина», офіцерський хрест (1969)